# 文明皇后 (前燕)
文明皇后（ぶんめいこうごう、生没年不詳）は、前燕の文明帝慕容皝の皇后。姓は段氏。出身は鮮卑段部である。

## 生涯
慕容皝に嫁いで正妻となった。3代君主慕容儁の実母である。
337年10月、慕容皝が燕王と称して前燕を興すと、11月に段氏は王后に立てられた。彼女の没年は不詳であるが、344年に慕容皝は代王拓跋什翼犍の姪を妻に娶っている事から、それ以前では無いかと思われる。
352年11月、慕容儁が大燕皇帝として即位すると、段氏は文明皇后と追諡され、慕容皝の宗廟に配享された。
384年1月、慕容垂が燕王を称して後燕を創建した。彼は嫡兄の慕容儁とその皇后である可足渾氏の生前の所業に恨みを抱いており、嫡母である段氏に代えて実母の淑儀蘭氏に文昭皇后の諡号を贈り、父帝の宗廟に配享した。

## 伝記資料
- 『晋書』載記
- 『十六国春秋』
- 『資治通鑑』